# Näckrosen

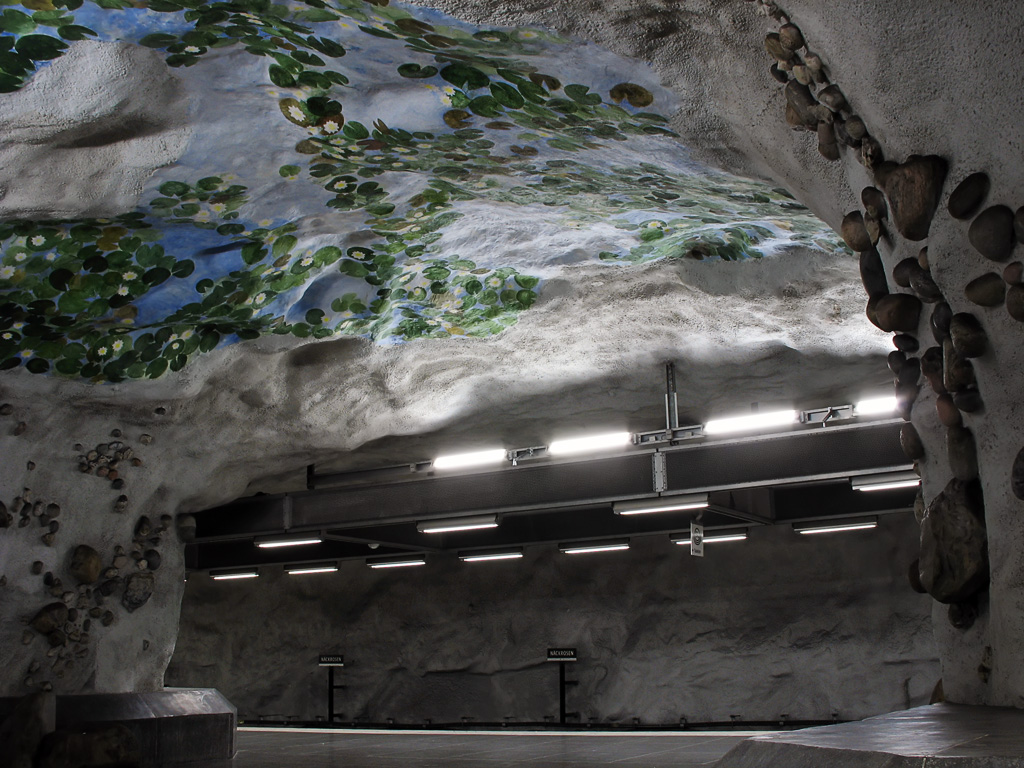
Malowidła

Näckrosen (pol. Lilia Wodna) – skalna stacja sztokholmskiego metra, położona w gminie Solna, w dzielnicy Råsunda i w gminie Sundbyberg. Leży na niebieskiej linii (T11), między stacjami Solna centrum a Hallonbergen. Dziennie korzysta z niej około 4500 osób.
Stacja leży na granicy dwóch gmin, peron i południowe wyjście znajduje się w Solnie, północne wyjście zlokalizowane jest już w Sundbyberg, stacja jest prostopadła do Råsundavägen na wysokości Greta Garbos väg. Leży na głębokości 21 metrów. Posiada dwa wyjścia, południowe znajduje się przy skrzyżowaniu Råsundavägen i Greta Garbos väg, północne zaś przy Ateljévägen. Otwarto ją 31 sierpnia 1975, wówczas składy jeździły na trasie Hjulsta-T-Centralen, posiada jeden peron. Stacja wzięła swoją nazwę od pobliskiego Näckrosparken.
Wnętrze stacji zaprojektowała Lizzie Olsson-Arle, utrzymane jest ono w szarości. Przy peronach znajdują się gabloty. Większość z nich poświęcona jest historii filmu, jednak w niektórych umieszczono kolaże, zdjęcia dzieci (z wierszem Dorothy Law Nolte), kompozycje z lilii wodnych czy wielkie wełniane skarpety. Na sufitach łączników między krawędziami peronowymi w dwóch kierunkach znajdują się malowidła przedstawiające lilie wodne na tafli wody.

## Czas przejazdu
| Linia | Stacja          | Czas przejazdu | Stacja                                 | Czas przejazdu     |
| T11   | Akalla          | 10 min         | Västra skogen Fridhemsplan T-Centralen | 4 min 8 min 11 min |
| T11   | Kungsträdgården | 13 min         | Västra skogen Fridhemsplan T-Centralen | 4 min 8 min 11 min |

## Otoczenie
W najbliższym otoczeniu stacji znajdują się:
- Filmstaden, dawne studia filmowe
- Råsunda kyrka
- Näckrosparken
- Maria Wines park
- Artur Lundkvists park